# Buciegas
Buciegas es un municipio y localidad española de la provincia de Cuenca, en la comunidad autónoma de Castilla-La Mancha. El término municipal, ubicado en la comarca de La Alcarria, tiene una población de 38 habitantes (INE 2024).

## Geografía
Se encuentra situado a 817 m sobre el nivel del mar. En Buciegas se encuentra una flora, en un radio de 10 km, de matorral, pinares de pino carrasco, encinares, prados, pastizal matorral, y mezclas de coníferas y frondosas. También se encuentra una fauna variada, con especies como el zorro común, el jabalí, el conejo común, el corzo, el buitrón y el sapo corredor.

## Historia
A mediados del siglo XIX, el lugar contaba con una población censada de 238 habitantes. La localidad aparece descrita en el cuarto volumen del Diccionario geográfico-estadístico-histórico de España y sus posesiones de Ultramar de Pascual Madoz de la siguiente manera:

BUCIEGAS: ald. con ayunt. en la prov. y dióc. de Cuenca (7 leg.), part. jud. de Priego (3), aud. terr. de Albacete (28), c. g. de Madrid (20): sit. en la planicie de una pequeña altura, donde le combaten todos los vientos; es mas propensa á dolores de costado y carbunclos que á otras enfermedades: tiene 64 casas con la de concejo; escuela para niños, dotada con 20 fan. de trigo, y una igl. parr. (San Pedro), anejo de la de Canalejas, servida por un cura teniente. Confina el térm. por N. con los de Cañaveras y Canalejas; E. Olmedo; S., Cañaberas, y O. Canalejas: el terreno es de mediana calidad, y un pedazo de él montuoso: existen varias fuentes de aguas dulces y salobres; con la llamada de los milagros que pasa por la huerta se fertilizan algunos pedazos, y lo restante con la de un riach. que viene por el mojon de Cañaberas, en el que hay un puente titulado del Canto. Los caminos ó vereredas se hallan en mal estado; la correspondencia se recibe los domingos y jueves, y se contesta los sábados y miércoles. prod.: trigo, cebada, avena, cáñamos, hortalizas, aceite y vino en cantidad suficiente para el consumo; hay cria de ganado lanar, y caza de liebres y perdices. pobl.: 60 vec. 238 hab. dedicados á la agricultura: existe un molino harinero. cap. prod.: 682,300 rs.: imp. 34,115 rs. importe de los consumos 4,129 rs. 10 mrs.: el presupuesto municipal asciende á 1,700 rs. y se cubre con el prod. de las fincas de propios.
(Madoz, 1846, p. 470)

## Demografía
Buciegas cuenta con una población de 38 habitantes (INE 2024).
| Gráfica de evolución demográfica de Buciegas entre 1842 y 2021                                                      |
| |
| Población de derecho según los censos de población del INE Población de hecho según los censos de población del INE |

| Nacionalidad | Hombres | Mujeres | Total | %      | Proporción |
| ------------ | ------- | ------- | ----- | ------ | ---------- |
| Española     | 16      | 5       | 21    | 58.3 % |            |
| Extranjera   | 9       | 6       | 15    | 41.6 % |            |

Migración
| País     | Hombres | Mujeres | Total | %      | Proporción |
| -------- | ------- | ------- | ----- | ------ | ---------- |
| Bulgaria | 8       | 6       | 14    | 93.3 % |            |

## Administración y política
| Periodo   | Nombre                     | Partido |
| --------- | -------------------------- | ------- |
| 2003-2007 | Julián Martínez López      | PSOE    |
| 2007-2011 | Marceliano Bello Abad      | PP      |
| 2019-2023 | Rosa María Carabaño Luengo | PSOE    |

## Patrimonio
- Iglesia parroquial de San Pedro (siglo XVII)
- Cuevas para el vino de estilo barroco (siglo XVII)
- Lavadero